# 옴부즈맨
옴부즈맨(영어: ombudsman, 스웨덴어: ombudsman 옴부스만[*])은 정부나 의회에 의해 임명된 관리로, 시민들에 의해 제기된 각종 민원을 수사하고 해결해주는 사람을 말한다. 기소권을 보유하는 경우도 있으나 미보유하는 것이 일반적이다.

## 역사적 유래
이 단어의 기원은 고대 스웨덴어 umbuðsmann으로서, (의회의) 대리인을 의미한다. 세계 최초의 옴부즈맨은 1809년 스웨덴 의회 옴부즈맨이다.

## 개요
옴부즈맨 제도는 여러 기능이 있을 수 있으나 행정권의 확대·다양화 및 재량권의 증가에 따른 권리 보호의 불충분에 대하여 의회의 개입을 통한 행정 구제 제도의 결함을 보완함으로써 국민의 권리 보호의 기회를 확대하고자 하는 것이 주요한 기능이라 할 수 있다.
옴부즈맨은 고대 스웨덴어로 대리인(agent)을 의미하는 것으로 위헌 내지 부정한 행정 활동에 대하여 비사법적인 수단으로 국민을 보호하는 제도이다.

## 의회 옴부즈맨
의회 옴부즈맨은 스웨덴에서 시작한 제도로서, 그 명칭의 의미는 "의회의 대리인"을 말한다. 1909년 스웨덴 의회에 설치되었으며, 옴부즈맨은 군사기밀과 성문제 등 개인 사생활과 관련된 일부를 제외하고는 접수되는 모든 민원을 공개한다. 스웨덴 법무부 반부패과 알프 요한슨 검사는 "우리나라에선 뇌물을 받지 않고 편의만 약속해줘도 처벌을 받을 수 있다"고 말한다.

## 대한민국의 옴부즈맨 제도
1994년 5월 20일 국무총리 산하에 국민고충처리위원회를 설립, 행정부에 대한 종합적인 옴부즈맨 제도를 도입하였다. 2005년 국무총리 산하 국민고충처리위원회를 대통령 직속 "국가행정옴부즈만"으로 개편한다는 "옴부즈만의 설치 및 운영에 관한 법률안"을 정부가 제출했다. 그러나 대통령의 권력강화 시도라며 한나라당이 반대하여, 2007년 4월 1일 현재까지 이 법률안은 통과되지 못했다. 이후 <국민고충처리위원회의 설치 및 운영에 관한 법률>이라는 명으로 제정되었다.

■ 제정이유 
- 행정기관 등에 의한 국민의 권익침해의 구제 및 불합리한 제도의 개선을 강화하고자 「민원사무처리에 관한 법률」에 의하여 국무총리 소속하에 설치된 국민고충처리위원회를 대통령 소속으로 변경하여 새롭게 정비하고, 지방자치단체에 시민고충처리위원회를 설치하도록 함으로써 국민의 기본적 권익보호 수준을 향상시키려는 것임. 

■ 주요내용 
1. 제명을 「옴부즈만의 설치 및 운영에 관한 법률안」에서「국민고충처리위원회의 설치 및 운영에 관한 법률」로 수정함(법제사법위원회 수정). 
2. 대통령 소속하에 국민고충처리위원회를 설치하여 행정기관등에 관한 고충민원의 처리와 행정제도의 개선 등을 수행하도록 함(제6조). 
3. 기술분야 고충민원의 효율적인 처리를 위하여 국민고충처리위원회의 위원장과 위원, 시민고충처리위원회 위원의 자격요건에 기술·전문가 출신을 포함함(위원회 수정)(제7조제2항제4호 및 제22조제1항제4호). 
4. 국민고충처리위원회는 매년 운영상황을 대통령과 국회에 보고하고, 필요하다고 인정하는 경우에는 대통령과 국회에 특별보고를 할 수 있도록 함(제20조). 
5. 지방자치단체 및 그 소속기관에 관한 고충민원의 처리와 행정제도의 개선을 위하여 각 지방자치단체에 시민고충처리위원회를 설치할 수 있도록 함(제21조). 
6. 시민고충처리위원회는 매년 운영상황을 지방자치단체의 장과 지방의회에 보고하고, 필요하다고 인정하는 경우에는 지방자치단체의 장과 지방의회에 특별보고를 할 수 있도록 함(제26조). 
7. 고충처리위원회는 고충민원의 조사결과 위법·부당한 처분에 대해서는 시정조치의 권고를, 제도개선의 필요성이 있는 경우에는 제도개선의 권고를 할 수 있으며, 이러한 권고를 받은 기관의 장은 권고를 받은 날부터 30일 이내에 그 처리결과를 고충처리위원회에 통보하도록 함(제35조 내지 제39조). 
8. 고충민원의 조사·처리과정에서 관계 행정기관등의 직원이 고의 또는 중대한 과실로 위법·부당하게 업무를 처리한 사실을 발견한 경우 감사원 및 감사기구에 감사를 의뢰할 수 있도록 함(제40조). 
9. 이 법은 공포 후 3월이 경과한 날부터 시행하도록 함(위원회 수정)(부칙 제1조).

현재 많은 기관에서 운영하고 있으며 공기업 중에서는 코레일이 가장 먼저 시행하였다.
세계옴부즈만협회 클레어 루이스 회장은 "옴부즈맨 제도를 정착시키기 위해선 상당한 시간과 노력이 필요한데 한국은 짧은 시간에 옴부즈맨 제도를 정착시켰다. 운영면에서도 아시아 지역에서 단연 수위권으로 평가할 수 있다."며 한국의 옴부즈맨 사례를 높이 평가했다.

## 민간 부문에 도입된 사례

### 인터넷 포털 다음
2002년에 다음커뮤니케이션에서 이용자들과의 커뮤니케이션 강화를 위해 실명 옴부즈맨 제도를 도입한 바가 있다.

### 제주도의 주민 의견 수렴 제도
제주도에서는 1999년에 제주도주민옴부즈맨운영에관한규정에 의거, 옴부즈맨 47명을 위촉하여 운영한 바가 있다.

### 서울시의 시민감사옴부즈만
시민감사옴부즈만은 서울시에서 2008년부터 운영하는 옴부즈맨 제도이다. 7명의 시민감사옴부즈만을 임명하고 있다. 옴부즈만은 주민감사 청구사항에 대한 감사, 시민의 감사청구사항에 대한 감사, 시의회가 옴부즈만에게 의뢰하는 사안에 대한 감사 또는 조사, 옴부즈만의 발의에 의한 특정한 사안의 감사 또는 조사, 고충민원의 조사·처리, 공공사업 감시·평가 등의 직무에 대해 권한을 갖는다.

## 같이 보기
- 세계 옴부즈만 협회
- 의회 옴부즈만
- 청원권
- 시민감사옴부즈만

## 참고 자료
- 이관열 박경숙 (2000년). “방송 옴부즈만 제도의 이론적 틀과 실태 연구(Theoretical and sequential analysis of ombudsman program of Broadcasters)”. 《커뮤니케이션硏究》. Vol.15.
- 이경원 (1999년). “옴부즈만 제도의 활용과 개선방안(The Expected Role of Ombudsman and its Improvement as a Mechanism for Releasing the Predicament)”. 《東아시아硏究論叢》. Vol.10.
- 정동근 (1999). “한국 행정지도와 옴부즈만의 기능”.
- 姜東植 (1996). “地方自治團體에 "옴부즈만(Ombudsman) 制度" 導入에 관한 硏究”. 《濟行論叢》. Vol.4.
- 柳炳河 (1992). “옴부즈만制度에 關한 硏究(A Study on the Ombudsman Institution)”. 《政治論叢》. Vol.27.
- 具滋容 (1991). “옴부즈만制度의 理論과 實際에 관한 그 분석적 檢討(An Analytical Review of the Theory & Reality of the Ombudsman)”. 《韓國地域硏究》. Vol.9 (No.1).
- 金晩基 (1988년). “韓國에 있어서 옴부즈만制度의 導入方案에 관한 檢討(A Study of Institutionalization of Ombudzman System in Korea)”. 《韓國地域硏究》. Vol.6 (No.1).
- 金明守 (1981년). “「스칸디나비아」諸國의 옴부즈만制度에 관한 硏究”. 《硏究論叢》. Vol.1981 (No.1).